# Rodolfo Dantas Bispo
Rodolfo (Santos, 23 oktober 1982) is een Braziliaanse voetballer die bij voorkeur als verdediger speelt. Hij tekende in februari 2015 bij Terek Grozny, nadat hij in de voorgaande tien maanden geen club had.

## Statistieken
| seizoen    | club               | land | competitie            | wed. | goals |
| ---------- | ------------------ | ---- | --------------------- | ---- | ----- |
| 2001-2004  | Fluminense         | BRA  | Campeonato Brasileiro | 65   | 8     |
| 2004-2007  | Dynamo Kiev        | UKR  | Vysjtsja Liha         | 56   | 7     |
| 2007-2012  | Lokomotiv Moskou   | RUS  | Premjer-Liga          | 82   | 8     |
| 2011       | → Grêmio FB (huur) | BRA  | Série A               | 13   | 1     |
| 2012-2014  | CR Vasco da Gama   | BRA  | Série A               | 8    | 1     |
| 2015-      | Terek Grozny       | RUS  | Premjer-Liga          | 1    | 0     |
| Bijgewerkt | 19 april 2015      |      |                       | 225  | 25    |